# Lithobates forreri
Espèce
Synonymes
- Rana forreri Boulenger, 1883

Statut de conservation UICN

 LC  : Préoccupation mineure
Lithobates forreri est une espèce d'amphibiens de la famille des Ranidae.

## Répartition
Cette espèce se rencontre jusqu'à 1 300 m d'altitude dans les régions côtières du Pacifique au Mexique du Sud-Ouest de l'État de Sonora à celui du Chiapas, au Guatemala, au Salvador, au Honduras, au Nicaragua et au Nord-Ouest du Costa Rica,.

## Description

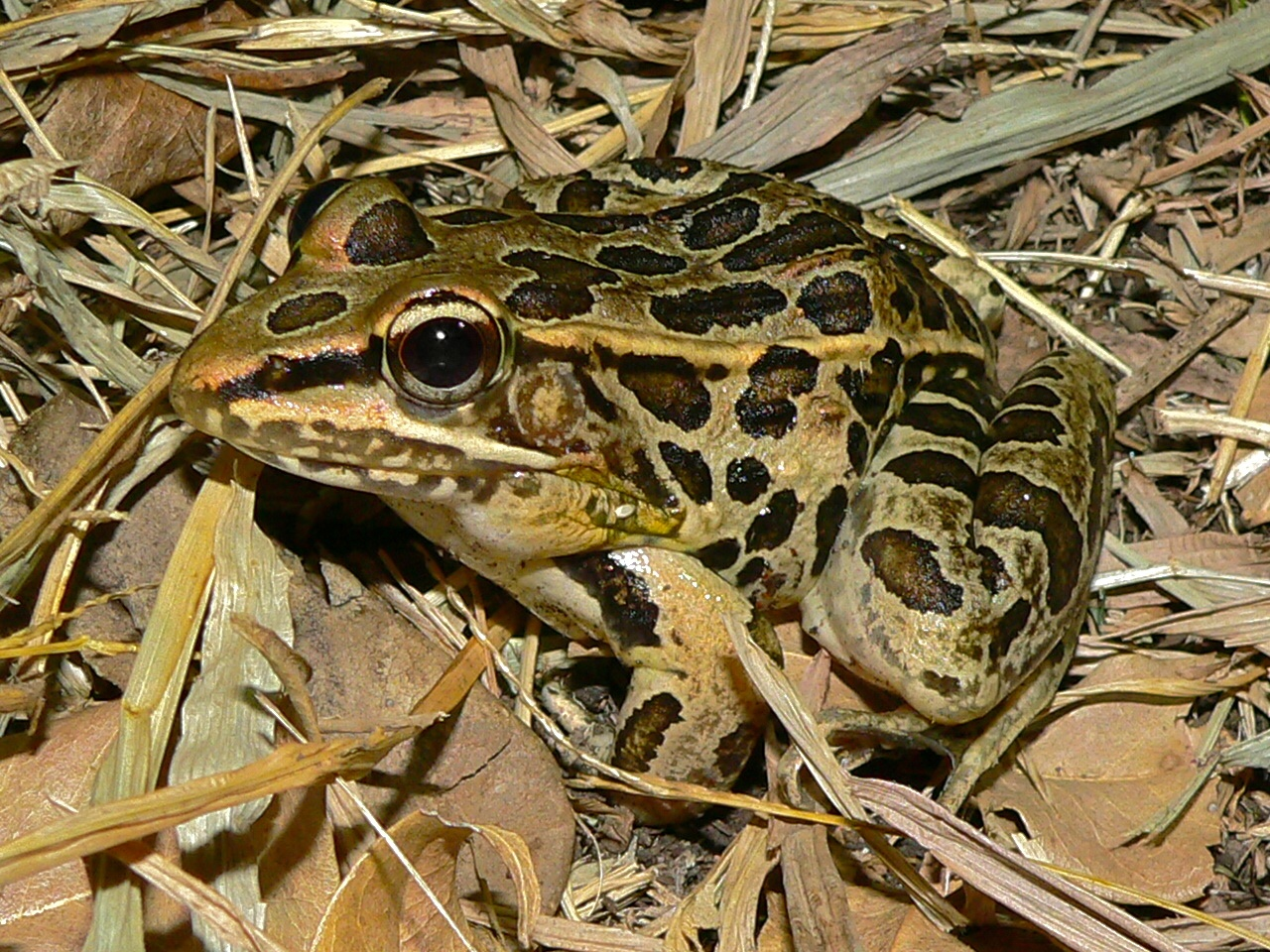
Lithobates forreri
(Parc national Santa Rosa, Costa Rica)

Lithobates forreri mesure jusqu'à 120 mm et présente une coloration générale variant du vert foncé au brun.

## Étymologie
Cette espèce est nommée en l'honneur d'Alphonse Forrer (1836–1899).

## Publication originale
- Boulenger, 1883 : Descriptions of new species of lizards and frogs collected by Herr A. Forrer in Mexico. Annals and Magazine of Natural History, sér. 5, vol. 11, p. 342-344 (texte intégral).